# Stazione di Pieve Emanuele
Stazione di Pieve Emanuele vasútállomás Olaszországban, Lombardia régióban, Pieve Emanuele településen.

## Vasútvonalak
Az állomást az alábbi vasútvonalak érintik:
- Milánó–Genova-vasútvonal

## Kapcsolódó állomások
A vasútállomáshoz az alábbi állomások vannak a legközelebb:
- Stazione di Locate Triulzi
- Stazione di Villamaggiore